# 플릭스터

플릭스터(영어: Flixster)는 미국의 소셜 영화 웹사이트이다. 영화 평점, 예고편 등의 정보를 알 수 있다. 샌프란시스코에 본사를 두고 있으며, 2007년 조 그린스파인과 새런 차리에 의해 설립되었다. 플릭스터는 2010년 1월부터 로튼 토마토를 모회사로 하고 있다.

## 사이트 정보
| 날짜            | 일일 활동 사용자 수 |
| --------------- | ------------------- |
| 2007년 12월 4일 | >800,000            |
| 2008년 6월 19일 | 482,542             |
| 2008년 7월 15일 | 412,401             |

## 같이 보기
- 인터넷 영화 데이터베이스